# Tymnes tricolor
Tymnes tricolor är en skalbaggsart som först beskrevs av Fabricius 1792.  Tymnes tricolor ingår i släktet Tymnes och familjen bladbaggar. Inga underarter finns listade i Catalogue of Life.